# Turak rdzawy
Turak rdzawy (Gallirex porphyreolophus) – gatunek średniej wielkości ptaka z rodziny turakowatych (Musophagidae). Występuje we wschodniej i południowo-wschodniej Afryce. Nie jest zagrożony wyginięciem.

## Zasięg występowania
Areał zamieszkania tego gatunku sięga na północy do południowych wybrzeży Jeziora Wiktorii, obejmując prawie całą Tanzanię (poza jej północno-wschodnimi krańcami) i dodatkowo izolowaną populację w południowej Kenii. Na północnym zachodzie wkracza na wschodnie rubieże Rwandy i Burundi. Dalej na południe obejmuje cały obszar Malawi i Mozambiku, wschodnią i południowo-wschodnią część Zambii i większość Zimbabwe (bez krańców zachodnich i części centralnej). Na krańcach południowych areał ten obejmuje wschodnie skrawki Botswany, niemal całe Suazi oraz część wschodnich prowincji RPA, sięgając najdalej na południe prowincji Natal.

## Systematyka
Gatunek ten po raz pierwszy zgodnie z zasadami nazewnictwa binominalnego opisał w 1831 roku Nicholas Aylward Vigors. Autor nadał mu nazwę Corythaix porphyreolopha. Podał, że holotyp został pozyskany nad zatoką Algoa w Afryce Południowej, ale odłowiono go w głębi lądu. Obecnie gatunek ten zwykle zaliczany jest do rodzaju Gallirex, choć niektórzy autorzy umieszczają go w Tauraco. Wyróżniono dwa podgatunki. W 2020 roku w oparciu o badania filogenetyczne zaproponowano uznanie ich za osobne gatunki.

### Podgatunki
Wyróżniono dwa podgatunki G. porphyreolophus:
- G. porphyreolophus chlorochlamys Shelley, 1881 – turak tanzański[5] – północna i centralna część areału do linii Zambia – północny Mozambik[1],
- G. porphyreolophus porphyreolophus (Vigors, 1831) – turak rdzawy[5] – południowa część areału: Zimbabwe, południowy Mozambik, wschodnie krańce RPA i Suazi[1].

## Morfologia

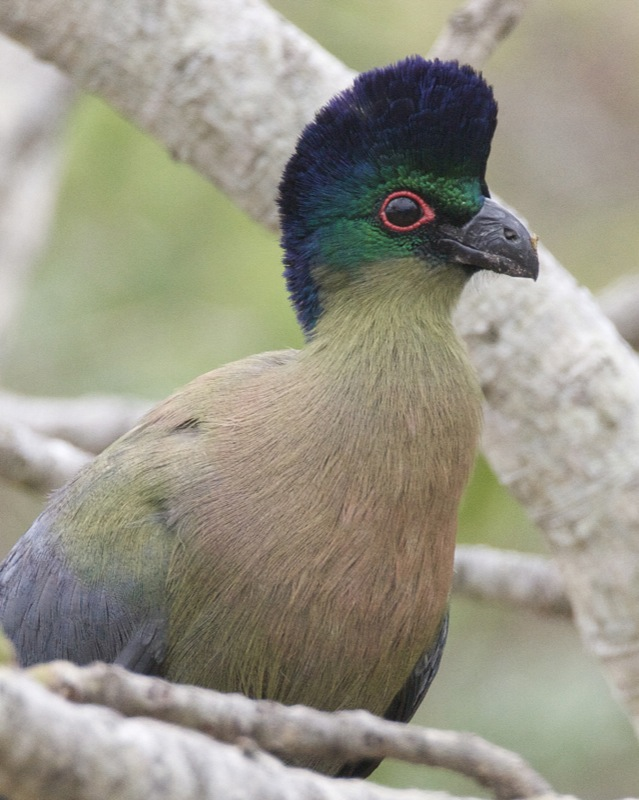
Fioletowy czub jest najbardziej rzucającą się w oczy cechą tego turaka

WyglądUpierzeniem odróżnia się nieco od innych gatunków turaków niemal zupełnym brakiem zielonych piór. Głowę zdobi intensywnej barwy ciemnofioletowy czub. Nieco metalicznie zielonych piór znajduje się po bokach głowy, wokół oczu. Same oczy są brązowe, otoczone nagą czerwoną skórą z drobnymi koralami. Dziób jest większy niż u innych turaków, niezakryty piórami i czarny. Poniżej soczyście kolorowej głowy pióra na szyi, piersi i grzbiecie są zdecydowanie bardziej matowe, o pastelowym, rdzawym lub gdzieniegdzie nieco zielonkawym odcieniu. Na skrzydłach i ogonie barwa piór jest znów bardziej intensywna i przybiera niebieski, metaliczny kolor. Jedynie lotki, dzięki obecności turacyny są jaskrawoczerwone, widoczne dobrze dopiero w czasie lotu.
Średnie wymiary
Długość ciała: 42–46 cm (wraz z dość długim ogonem). Masa ciała: 200–290 g.

## Ekologia i zachowanie
Biotop

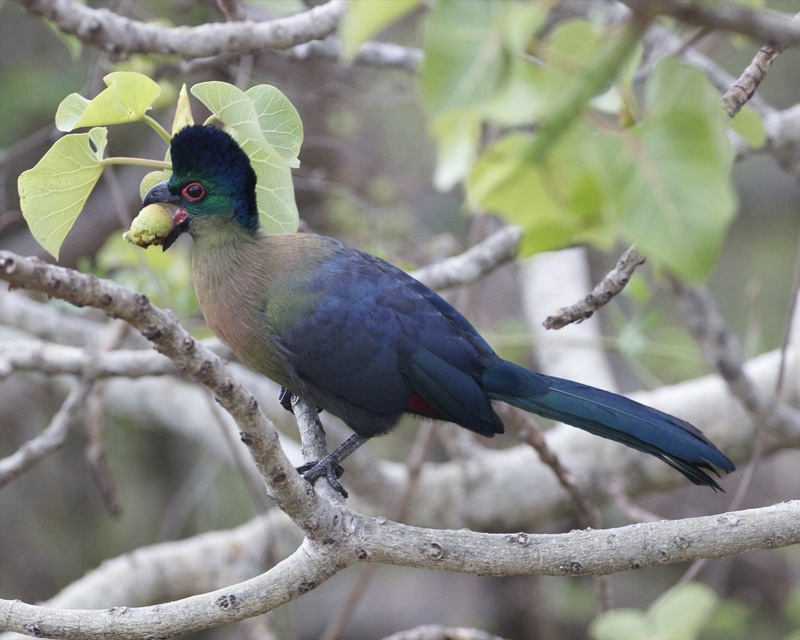
Turak najczęściej połyka owoce w całości

Preferuje zwarte lasy lub zakrzewienia graniczące z sawannami, lasy galeriowe lub nadmorskie. Występuje na terenach od poziomu morza do maksymalnie 1850 m n.p.m.
Głos
Jego głos można opisać jako głośne „rhok-rhok-rhok”.
Pożywienie
Głównie owoce i pąki drzew.
Rozmnażanie
Okres lęgowy przypada od sierpnia do lutego – w zależności od regionu. Obydwoje partnerzy budują gniazdo: jeden z ptaków znosi gałązki, drugi je układa. Gniazdo ukryte jest w gęstwinie drzewa lub krzewu kilka metrów nad ziemią. Samica składa do niego 2 do 4 jaj, które wysiadują obydwoje rodzice. Pisklęta wykluwają się po 21–23 dniach pokryte ciemnym puchem. Karmione przez rodziców opuszczają gniazdo, zanim nauczą się latać, zazwyczaj po około 3 tygodniach od wyklucia się. Zdolność lotu uzyskują około 38 dnia życia.

## Status
Międzynarodowa Unia Ochrony Przyrody (IUCN) uznaje turaka rdzawego za gatunek najmniejszej troski (LC – Least Concern). Liczebność populacji nie została oszacowana; ptak ten opisywany jest jako występujący lokalnie, ale dość pospolity w większości swego południowoafrykańskiego zasięgu występowania. Trend liczebności populacji oceniany jest jako spadkowy ze względu na utratę siedlisk i nadmierne polowania w Tanzanii.